# Sympetrum sinaiticum
Sympetrum sinaiticum és una espècie de libèl·lula descrita per Dumont el 1977. És un odonat anisòpter de la família Libellulidae.
No hi ha subespècies que figuren en el Catàleg de la Vida.
Fan uns 34-37 mm de llargada. Els mascles són vermellosos i les femelles groguenques. La seva àrea de distribució s'estén des d'Orient Mitjà pel nord d'Àfrica i la costa mediterrània de la península Ibèrica. És una espècie present a Catalunya. Viu en rierols, canals, llacunes, preses i depressions pantanoses en zones seques. Els adults s'allunyen de l'aigua durant l'estiu, retornant a principis de tardor quan s'aparellen i fan la posta.